# Rombout van Troyen

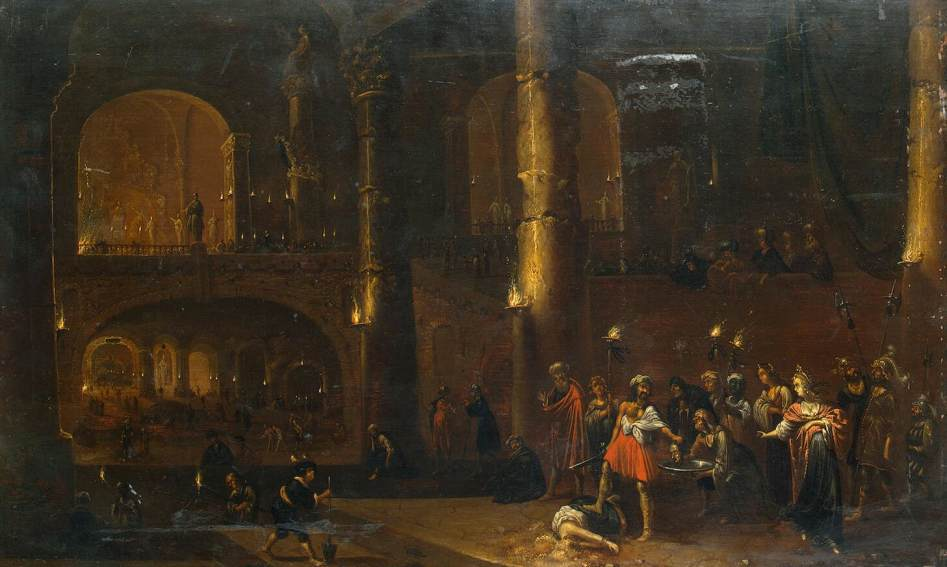
De onthoofding van Johannes de Doper, Hermitage, Sint-Petersburg

Rombout van Troyen (Amsterdam, 1605 - na 1657) was een Nederlands kunstschilder en tekenaar uit de periode van de Gouden Eeuw. Hij vervaardigde italianiserende landschappen (hoewel hij zelf nooit in Italië is geweest), fantasiebouwwerken, Bijbelse en mythologische taferelen, waarbij de gebeurtenissen zich vaak afspelen in ondergrondse grotten en spelonken. "...vermakelyke Italiaansche Landgezigten, en eigen verzonnen bouwvallige Paleizen, en geestige doorgezigten van onderaartsche spelonken", zoals Arnold Houbraken opmerkt.
Van Troyen was zeven jaar lang in de leer bij Jan Pynas en werd ook door diens stijl en die van Pynas' broer Jacob beïnvloed. Ook ondervond hij wat de Italiaanse landschappen betreft de invloed van Bartholomeus Breenbergh, die wel zelf in Italië was geweest. Na zijn leerperiode vestigde hij zich als zelfstandig kunstenaar in Amsterdam.  In 1655 vertrok hij naar Leeuwarden, waar hij tot 1657 werkzaam was. Hij is tweemaal getrouwd geweest en had twee dochters. Het is onbekend waar en wanneer hij overleden is.